# Noosfera
Il termine noosfera (dal greco antico: νοῦς?, nous, "mente" e σφαῖρα, sphâira, "sfera", in analogia con i termini "atmosfera" e "biosfera") indica la sfera del pensiero umano.
Nella teoria originale di Vladimir Ivanovič Vernadskij, la noosfera è la terza fase dello sviluppo della Terra, successiva alla geosfera (materia inanimata) e alla biosfera (vita biologica). Così come la nascita della vita ha trasformato in maniera significativa la geosfera, così la nascita della conoscenza ha trasformato radicalmente la biosfera. A differenza di quanto affermato dai teorici dell'ipotesi Gaia (elaborata nel 1979 da James Lovelock e Lynn Margulis) o dagli studiosi del cyberspazio, la noosfera, secondo Vernadskij, emerge nel momento in cui l'umanità, attraverso la capacità di realizzare reazioni nucleari, è in grado di trasformare gli elementi chimici.

## Altre interpretazioni
Per Pierre Teilhard de Chardin, paleontologo e gesuita, la noosfera è una specie di “coscienza collettiva” degli esseri umani che scaturisce dall'interazione fra le menti umane. La noosfera si è sviluppata con l'organizzazione e l'interazione degli esseri umani a mano a mano che essi hanno popolato la Terra. Più l'umanità si organizza in forma di reti sociali complesse, più la noosfera acquisisce consapevolezza. Questa è un'estensione della Legge di complessità e coscienza di Teilhard, legge che descrive la natura dell'evoluzione dell'universo. Pierre Teilhard de Chardin sostenne, inoltre, che la noosfera sta espandendosi verso una crescente integrazione e unificazione che culminerà in quello che egli definisce Punto Omega, che costituisce il fine della storia.
Alcuni studiosi hanno visto Internet come un processo che starebbe realizzando la noosfera.
La composizione Noosphere (1975) del compositore russo Edward Artemiev si ispira al concetto di Noosfera di V. Vernadskij. Secondo Artemiev, che ha riletto questa teoria alla luce del pensiero neo-platonico di Plotino, l'essere umano, avviluppando l'intero pianeta con il pensiero, si muoverà verso la comprensione delle leggi divine. Lo sviluppo dell'ambiente e della società è inseparabile. La Biosfera si trasformerà nella sfera della ragione, la Noosfera, che guiderà lo sviluppo del pianeta.
Vladimir Vladimirovič Annenkov definì il termine noosfera come «prodotto della trasformazione della biosfera per influenza dell'azione delle società umane».
Un concetto affine di "sfera del pensiero" (atmosfera dei pensieri), come sinonimo del termine "mente mondiale" o "coscienza collettiva", si trova nel pensiero del filosofo indiano U.G. Krishnamurti.